# Georg Schreiber (Fotograf)
Georg Schreiber (* 1958 in Schleiden, Eifel) ist ein deutscher Fotograf.

## Leben und Werk
Georg Schreiber studierte ab 1978 Kommunikationsdesign an der Folkwang Hochschule und an der Gesamthochschule Essen. 1984 schloss er das Studium mit einem Diplom als Fotodesigner ab. Seine Arbeiten wurden in Einzel- und Gruppenausstellungen gezeigt und unter anderem in der Zeitschrift Geo, den Magazinen der FAZ, SZ und Zeit und in Büchern veröffentlicht. Er hat ein breites künstlerisches Spektrum, zu seinen Schwerpunkten gehören die Tanzfotografie und die Architekturfotografie.
Georg Schreiber gehört dem Beirat der Gesellschaft zur Erhaltung der Eulen (EGE) an. Er ist seit 2004 Mitglied beim Pixelprojekt Ruhrgebiet.

## Auszeichnungen
- 1982: 1. Preis der rencontres internationales de la photographie, „Akt“
- 1982: 1. Preis der Deutschen Leasing AG, „Durchblicke“
- 1982: 1. Preis im Polaroidwettbewerb „Mensch und Landschaft“ (mit Achim Schroten)
- 1987: Staatspreis für das Kunsthandwerk Nordrhein-Westfalen, Kategorie Fotografie, „Stilleben“
- 1990: 1. Preis des Ministeriums für Familie, Senioren, Frauen und Jugend, „Kinder“
- 1996: 1. Preis im Photowettbewerb der Licher Privatbrauerei, „Mensch und Natur“
- 2007: Anerkennung beim 8. Aenne-Biermann-Preis, „Landschaft/Begehungen“
- 2013: Alfred Fried Fotopreis, Sonderpreis, „Embryonale Strandruhe“[2]

## Ausstellungen
Einzelausstellungen
- 1982: Photographie, Burg Hengebach
- 1987: Stilleben, Fotogalerie in der Schwanenburg, Kleve,
- 1993: Shona-Bildhauer in Zimbabwe, Stadtsparkasse Wuppertal
- 1997: GlaubeHoffnungLiebe vom Antlitz innerer Bewegung, Folkwang Hochschule, Essen
- 2000: Gefallene Engel, Tanzhaus NRW, Düsseldorf
- 2000: Zyklus/Zeche – Claudia Lichtblau, Zeche Zollverein, Essen
- 2002: Wege beseelen, Fotogalerie in der Fabrik Heeder, Krefeld
- 2003: Frauenbildnisse, Praxis Central, Essen,
- 2008: Tanz Universum Folkwang – Photographien 1979–2008, Folkwang Hochschule, Essen,
- 2009: Im Körper der Klänge – das Orchesterzentrum NRW, Orchesterzentrum NRW, Dortmund
- 2010: Landschaft/Begehungen, Fotogalerie in der Fabrik Heeder, Krefeld
- 2010: mit Stefan Daub: Urbanatix – Die Show, Atrium der Stadtwerke Bochum
- 2011: mit Edgar A. Eubel: Vom Durchschreiten der Welt, Produzentengalerie plan d, Düsseldorf
- 2011: Einbruch in die Stille (Auszüge aus Landschaft/Begehungen), Galerie Hundert, Gelsenkirchen
- 2020: Im Meer ein Fluss: Wirklichkeit der Vorstellung, Kunstwerden, Essen
- 2020: Stillleben und Collagen, Scheune Leiber, Damme
- 2023: Sabine Seume – in memoriam, Weltkunstzimmer, Düsseldorf
- 2025: Landschaften des Inneren, Galerie im Stadtgarten, Essen-Steele

Gruppenausstellungen
- 1984: Frankfurter Kunstverein, Photopreis der Deutschen Leasing AG
- 1986: Kunstverein Haus Martfeld, Schwelm, „Photographie“
- 1991: Humboldtinstitut Caracas, Venezuela, „Photoarbeiten“
- 1993: Puschkin Theater Moskau, UdSSR, „Ausgangspunkt Folkwang“
- 1996: Fundación Centro de Estudios Latinoamericanos Rómulo Gallegos (CELARG), Caracas, Venezuela, „Suenos de Humboldt“
- 2001: Focke-Museum, Bremen, „Dialog“
- 2003: Akademie der Künste, Berlin, „Krokodil im Schwanensee“
- 2004: Ruhrlandmuseum, Essen, „wirklich wahr ! Realitätsversprechen von Fotografien“
- 2005: Kunsthaus Hamburg, „the nature of skin“ (3. Triennale der Photographie)
- 2006: Kunstbunker Tumulka, München, „Pixelprojekt Ruhrgebiet“[3]
- 2007: Europäisches Parlamentsgebäude, Brüssel, „Präsentation der europäischen Kulturhauptstadt Ruhr. 2010“
- 2008: Museum für Angewandte Kunst, Gera, „8. Aenne-Biermann-Preis“
- 2008: Galerie Anbau, Recklinghausen, „landscape“ (mit Christoph Heek und Siegfried G. Koezle)[4]
- 2008: Orangerie Schloss Rheda, „Portrait – acht zeitgenössische Positionen zu einem traditionellen Thema“
- 2009: Vorwerk Syke, „15 Positionen zeitgenössischer Kunst“
- 2010: Kunstmuseum Mülheim an der Ruhr, „Pixelprojekt Ruhrgebiet“
- 2012: Musée historique Lausanne, „En corps. Lausanne et la danse“
- 2015: Künstlerverein Malkasten Düsseldorf, „Auswahl15_Düsseldorf/Pixelprojekt Ruhrgebiet“
- 2017: Bürgermeisterhaus Essen-Werden, „Inside-Outside“
- 2017: Museum für Kunst und Kulturgeschichte Dortmund, „Manufactum Staatspreis NRW 2017“
- 2018: Technisches Rathaus Bochum, „Vonovia Award für Fotografie 2017“, Ausstellung der Nominierten
- 2022: Atelier Lindenheide, Mettman, „Neanderland Tatorte“
- 2024: Künstlerzeche Unser Fritz 2/3, Herne, „Kraftzonen“

## Buchbeteiligungen
- Jochen Schmidt: Tanztheater in Deutschland. Propyläen, Frankfurt am Main 1992, ISBN 3-549-05206-5.
- Sven Loerzer: Zimbabwe. Graphium Press, Wuppertal 1993, ISBN 3-927283-05-3.
- Zukunftspapier Tanz. Dokumentation zur Fachkonferenz „Politik für Tanz“ vom 17.–19. November 1995 in Köln. Hrsg. NRW-Landesbüro Tanz, Red. Beate Sokoll. Kallmeyer, Seelze-Velber 1996, ISBN 3-7800-0106-3.
- Wandel ohne Wachstum? Erweiterter Katalog zum offiziellen Beitrag der Bundesrepublik Deutschland zur VI. Architektur-Biennale, Venedig 1996. Vieweg, Braunschweig 1996, ISBN 3-528-08140-6.
- Tanztheater heute. Red. Jens Hinzmann. Kallmeyer, Seelze, Hannover 1998, ISBN 3-7800-0111-X.
- TanzGespräche. Hrsg. Deutsches Tanzarchiv Köln, SK Stiftung Kultur Köln, Red. Hans-Georg Bögner. M7, Köln 2000, ISBN 3-934511-13-9.
- Oliver Scheytt (Hrsg.): Tanz-Lese. Klartext, Essen 2000, ISBN 3-88474-878-5.
- Stefan Eisenhofer (Hrsg.): Spuren des Regenbogens. Zur Ausstellung „Spuren des Regenbogens – Leben im Südlichen Afrika“ im Schlossmuseum Linz vom 2. April bis 4. November 2001. Arnold, Stuttgart 2001, ISBN 3-89790-158-7.
- Gerd Willamowski, Dieter Nellen, Manfred Bourrée (Hrsg.): Ruhrstadt, Kultur kontrovers. Klartext, Essen 2003, ISBN 3-89861-120-5.
- Norbert Servos (Hrsg.): Schritte verfolgen. Die Tänzerin und Choreographin Susanne Linke. Kieser, München 2005, ISBN 3-935456-09-3.
- Wolfgang Henze, Ingeborg Henze-Ketterer, Gabriele Lindinger, Karlheinz Schmid (Hrsg.): Kunstjahr 2010. Lindinger + Schmid, Regensburg 2010, ISBN 978-3-929970-74-6.
- Glanzstück 2011. Zwölfmal Ruhrgebiet, fotografische Ansichten. Eye-D Designbüro, Essen 2010, ISBN 978-3-00-032285-3.
- Johannes Odenthal (Hrsg.): Das Tanzhaus NRW. Theater der Zeit, Berlin 2013, ISBN 978-3-943881-54-7.
- Marc Wagenbach (Hrsg.): Tanz erben. Pina lädt ein. Transcript, Bielefeld 2014, ISBN 978-3-8376-2771-8.
- Claudia Fleischle-Braun, Krystyna Obermaier, Denise Temme (Hrsg.): Zum immateriellen Kulturerbe des Modernen Tanzes. Transcript, Bielefeld 2017, ISBN 978-3-8376-3802-8.